# بوبي باترسون (متركمج)
بوبي باترسون (بالإنجليزية: Bobby Patterson)‏ هو متركمج أمريكي، ولد في 22 فبراير 1935.